# 1390

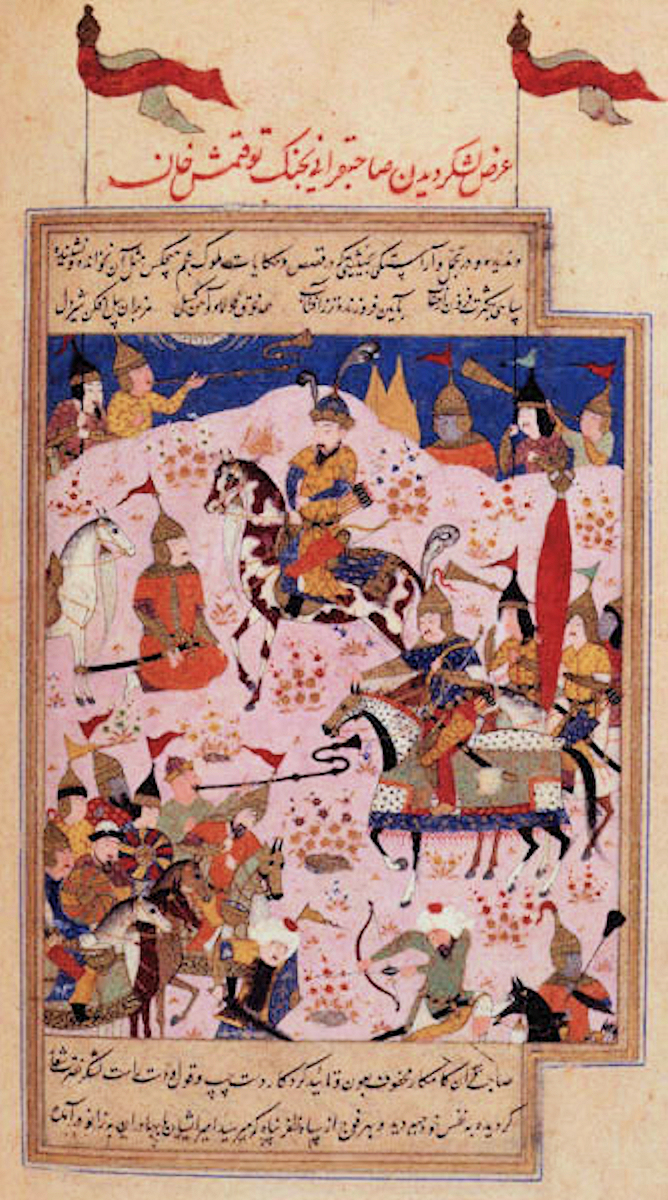
Timoer Lenk bereidt zijn veldtocht tegen Tochtamysj voor

Het jaar 1390 is het 90e jaar in de 14e eeuw volgens de christelijke jaartelling.

## Gebeurtenissen
- Timoer Lenk trekt met een groot leger op tegen Tochtamysj en overwintert in Tasjkent.
- Johanna van Brabant benoemt onder invloed van dier echtgenoot Filips de Stoute haar nicht Margaretha van Male tot erfgenaam.
- De Burcht Philippstein wordt gebouwd door Filips I van Nassau-Weilburg.
- De Burcht Wallrabenstein wordt gebouwd door Walram IV van Nassau-Wiesbaden-Idstein.
- In Utrecht worden de Nieuwegracht, Kromme Nieuwegracht en Plompetorengracht gegraven. (jaartal bij benadering)
- In Haarlem wordt een beugelbaan gebouwd.
- 1390 was een Heilig Jaar.

## Opvolging
- Byzantium - Johannes V Palaiologos opgevolgd door zijn kleinzoon Johannes VII Palaiologos, op zijn beurt opgevolgd door Johannes V
- Castilië - Johan I opgevolgd door zijn zoon Hendrik III
- patriarch van Constantinopel - Antonius IV opgevolgd door Macarius
- Lotharingen - Jan I opgevolgd door zijn zoon Karel II
- Mainz - Adolf van Nassau-Wiesbaden-Idstein opgevolgd door Koenraad II van Weinsberg
- Mamelukken (Egypte) - as-Salih Hajji opgevolgd door Barquq
- metropoliet van Moskou - Cyprianus II als opvolger van Dionysius I
- Palts - Ruprecht I opgevolgd door zijn neef Ruprecht II
- Nassau-Sonnenberg - Rupert opgevolgd door zijn echtgenote Anna van Nassau-Hadamar
- Schotland - Robert II opgevolgd door zijn zoon Robert III
- Trebizonde - Alexios III Megas Komnenos opgevolgd door zijn zoon Manuel III Megas Komnenos

## Afbeeldingen

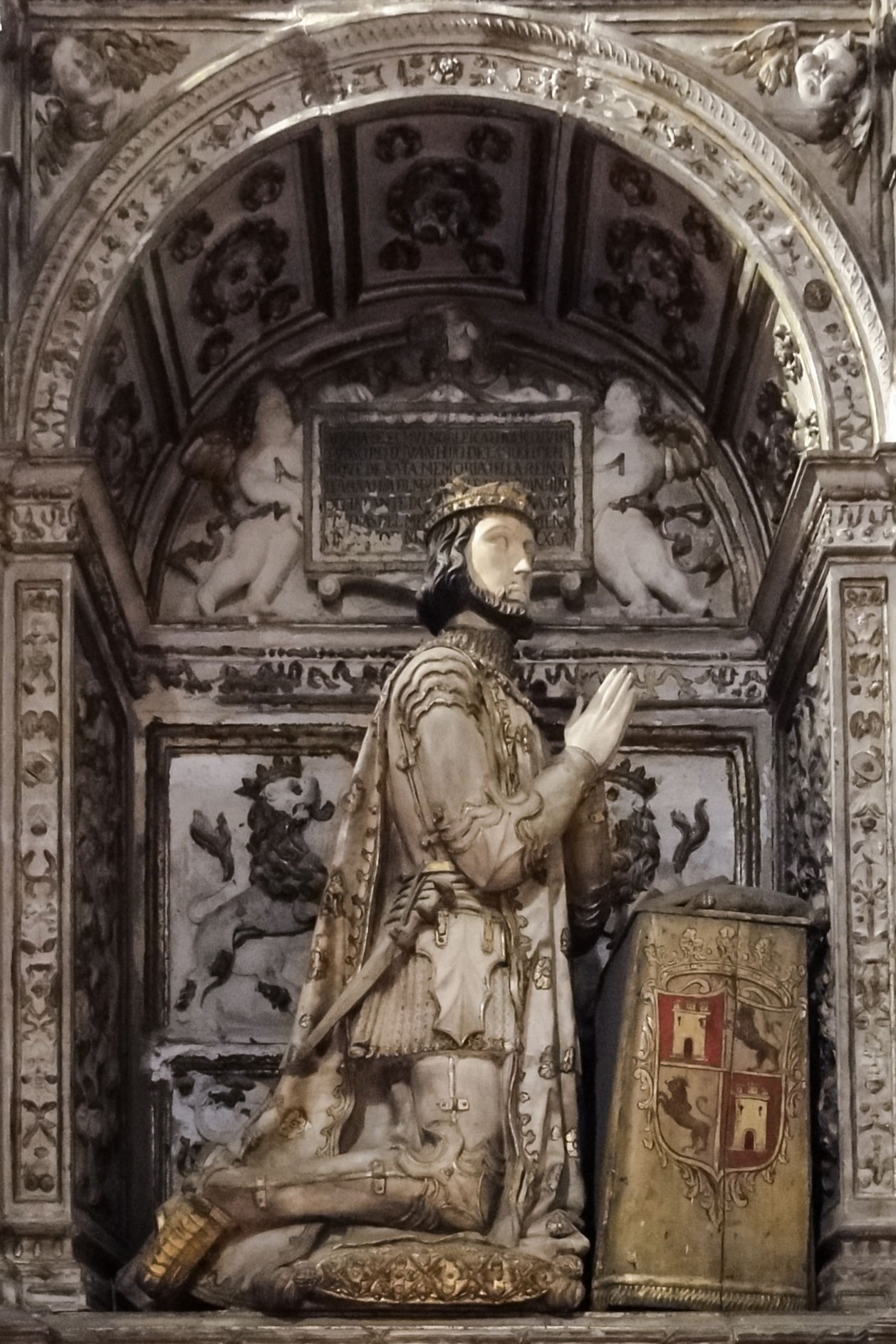
Johan I van Castilië op zijn graftombe
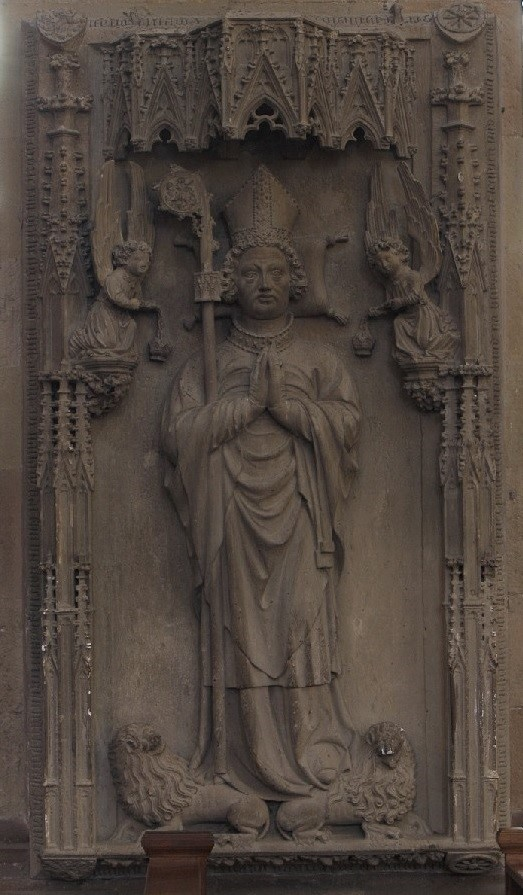
grafmonument van Adolf van Nassau-Wiesbaden-Idstein
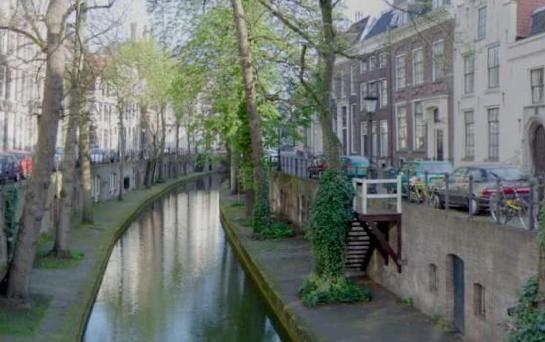
Nieuwegracht, Utrecht

## Geboren
- 3 oktober - Humphrey van Gloucester, Engels prins
- november - Elisabeth van Görlitz, hertogin-bij-verpanding van Luxemburg (1411-1443)
- Andreas van Toulongeon, Bourgondisch ridder
- Étienne de Vignolles (La Hire), Frans legerleider
- Fadrique Enríquez, admiraal van Castilië
- Gillis Joos, Brabants architect
- Hendrik III van Wisch, Gelders edelman
- Margaretha van Savoye (1390-1464), Italiaans edelvrouw
- George I van Anhalt, Duits edelman (jaartal bij benadering)
- Hendrik X Rumpold, hertog van Glogau en Sagan (jaartal bij benadering)
- Jan van Eyck, Vlaams schilder (jaartal bij benadering)
- Jean Poton de Xaintrailles, Frans militair (jaartal bij benadering)
- John Dunstaple, Engels componist (jaartal bij benadering)
- Willem Nagel, Hollands rebellenleider (jaartal bij benadering)

## Overleden
- 6 februari - Adolf van Nassau-Wiesbaden-Idstein, aartsbisschop-keurvorst van Mainz
- 19 april - Robert II (74), koning van Schotland (1371-1390)
- 8 juli - Albert van Rickmersdorf (~70), Duits filosoof
- 17 augustus - Guy de Bryan, Engels legerleider
- 4 september - Rupert, graaf van Nassau-Sonnenberg
- 23 september - Jan I (44), hertog van Lotharingen (1346-1390)
- 9 oktober - Johan I, koning van Castilië (1379-1390) (val van paard)
- ibn Abbad al-Rundi (~57), Andalusisch-Marokkaans theoloog
- Adolf VII van Schaumburg, Duits edelman
- Alexios III Megas Komnenos, keizer van Trebizonde (1349-1390)
- Engelbrekt Engelbrektsson, Zweeds rebel en staatsman
- Everhard van Nassau, Nederlands geestelijke
- Reinoud I van Brederode (~54), Nederlands edelman
- Wenemar van Cuijk, Brabants edelman
- Hafez, Perzisch dichter en mysticus (jaartal bij benadering)